# L'Étrange Histoire de Benjamin Button (film)
Cet article concerne le film. Pour la nouvelle du même nom, voir L'Étrange Histoire de Benjamin Button (nouvelle).
Pour plus de détails, voir Fiche technique et Distribution.
L'Étrange Histoire de Benjamin Button (The Curious Case of Benjamin Button) est un film fantastique américain réalisé par David Fincher et sorti en 2008.
Le film est écrit par Eric Roth d'après une histoire d'Eric Roth et Robin Swicord inspirée de la nouvelle du même nom écrite par F. Scott Fitzgerald et publiée en 1922. Le film met en scène un homme, incarné par Brad Pitt, qui naît vieux et qui rajeunit au fil des années, et Daisy, sous les traits de l'actrice Cate Blanchett, qui vit une histoire d'amour avec lui tout au long de sa vie.
Le film a reçu des critiques globalement positives. Le film a été nommé pour treize Oscars dont celui du Meilleur film, celui du Meilleur réalisateur pour David Fincher, Meilleur acteur pour Brad Pitt et Meilleure actrice secondaire pour Taraji P. Henson, et en a remporté trois : la Meilleure direction artistique, Meilleur maquillage et Meilleurs effets visuels.

## Synopsis
En novembre 1918, la nouvelle horloge de la gare de La Nouvelle-Orléans est dévoilée, mais le public étonné constate que ses aiguilles tournent à l'envers. L'horloger aveugle qui l'a construite, Mr Gateau, explique ce choix de conception par l'espoir hypothétique de revoir revenir au pays les soldats morts au front, parmi eux son fils.
En août 2005, alors que l'ouragan Katrina approche, la vieille Daisy Fuller est sur son lit de mort dans un hôpital de La Nouvelle-Orléans. Elle demande à sa fille Caroline de lui lire à haute voix le journal d'un certain Benjamin Button. Celui-ci raconte que, le soir du 11 novembre 1918, il est né avec les caractéristiques physiques d'un vieil homme. La mère de l'enfant meurt après l'accouchement et le père, Thomas Button, décide d'abandonner l'enfant sous le porche d'une maison de soin. Queenie et M. « Tizzy » Weathers, employés de la maison de retraite, trouvent le bébé, et Queenie décide de s'occuper de lui comme s'il s'agissait de son propre fils.
Passant le début de sa vie en fauteuil roulant, Benjamin apprend à marcher en 1925 et utilise désormais des béquilles. Le jour de Thanksgiving 1930, alors qu'il a douze ans mais qu'il a toujours l'apparence d'un vieillard, Benjamin rencontre une petite fille de six ans, Daisy, dont la grand-mère vit dans la maison de soins. Plus tard, il accepte de travailler sur un remorqueur commandé par le capitaine Mike Clark. Benjamin rencontre également Thomas Button, qui l'aborde, après avoir compris qui était l'enfant, mais ne lui révèle pas qu'il est son père. En automne 1936, Benjamin quitte La Nouvelle-Orléans pour un travail à long terme avec l'équipe du remorqueur ; Daisy, quant à elle, intègre une école de danse à New York.
En 1941, Benjamin se retrouve à Mourmansk, où il entame une liaison avec Elizabeth Abbott, épouse du ministre britannique du Commerce. Le 7 décembre de la même année, le Japon attaque Pearl Harbor, poussant les États-Unis dans la Seconde Guerre mondiale. L'United States Navy demande à Mike de participer aux efforts de guerre, son bateau et l'équipage étant affectés à un rôle de sauvetage. Au cours d'une patrouille, le remorqueur trouve un navire coulé des États-Unis et les corps de 1 300 soldats américains. Ils repèrent alors un sous-marin allemand et Mike décide de foncer dessus avec le remorqueur à pleine vitesse en tirant à la mitrailleuse. Son but est atteint mais son acte cause la mort de la plupart de l'équipage, y compris la sienne, ainsi que le naufrage du remorqueur. Benjamin et un autre membre d'équipage sont secourus par des navires de l'US Navy le lendemain.
En mai 1945, Benjamin retourne à La Nouvelle-Orléans et retrouve Queenie. Un peu plus tard, il renoue avec Daisy qui essaie de le séduire ; mais comme il reste distant, elle décide de s'en aller. Benjamin retrouve aussi Thomas Button, gravement malade, qui révèle qu'il est son père. Il cède ses possessions à Benjamin avant de mourir.
En 1947, Benjamin rend visite à Daisy à New York à l'improviste, désormais décidé à entamer une relation avec elle. Mais il est repoussé à son tour car la jeune femme est amoureuse d'un autre homme. En 1954, la carrière de danseuse de Daisy se termine brutalement à Paris, où un taxi la percute et lui brise une jambe. Lorsque Benjamin lui rend visite, Daisy est surprise par sa jeunesse et, ne supportant pas qu'il la voie blessée, lui demande de rester hors de sa vie.
Au printemps 1962, Daisy revient à La Nouvelle-Orléans. Ayant un âge physique désormais très proche, ils entament enfin une relation amoureuse et partent en bateau tous les deux. À leur retour, ils apprennent que Queenie est morte, et ils emménagent ensemble après les funérailles. En 1967, Daisy ouvre un studio de danse et annonce à Benjamin qu'elle est enceinte ; elle donne naissance à une fille, Caroline, au printemps de 1968. Estimant qu'il ne peut pas être un père pour sa fille en raison de son rajeunissement progressif, Benjamin vend ses biens, laisse ses économies à Daisy et Caroline et les quitte au printemps suivant. Au cours des années 1970, il voyage seul à travers le monde. De son côté, Caroline, qui continue de lire le journal à sa mère hospitalisée, comprend alors que Benjamin est son père biologique.
Benjamin retrouve Daisy en 1980. Maintenant mariée, elle le présente à son mari et à sa fille comme un vieil ami. Daisy admet qu'il a eu raison de partir, avouant qu'elle n'aurait pas pu faire face autrement. Elle rend visite plus tard à Benjamin à son hôtel, où ils partagent une dernière nuit d'amour.
En 1990, Daisy est contactée par des travailleurs sociaux qui ont trouvé Benjamin. Quand elle arrive, ils expliquent qu'il vivait dans un immeuble condamné et a été transporté à l'hôpital en mauvaise condition physique, et qu'ils ont trouvé son nom dans son journal, Benjamin présentant des signes d'amnésie et de démence plus caractéristiques d'une personne âgée alors qu'il a désormais le physique d'un préadolescent. Daisy s'installe dans la maison de retraite en 1997 et s'occupe de Benjamin pour le reste de sa vie. Au printemps 2003, Benjamin meurt dans ses bras, avec l'apparence d'un poupon, mais avec l'âge véritable de 84 ans. Daisy meurt deux ans plus tard, à l'arrivée de l'ouragan Katrina.

## Fiche technique
- Titre français : L'Étrange Histoire de Benjamin Button
- Titre original : The Curious Case of Benjamin Button
- Réalisation : David Fincher
- Scénario : Eric Roth, d'après une histoire d'Eric Roth et Robin Swicord, d'après la nouvelle L'Étrange Histoire de Benjamin Button de F. Scott Fitzgerald
- Musique : Alexandre Desplat
- Décors : Donald Graham Burt
- Costumes : Jacqueline West
- Photographie : Claudio Miranda
- Montage : Kirk Baxter et Angus Wall
- Production : Frank Marshall, Ceán Chaffin et Kathleen Kennedy
- Sociétés de production : Warner Bros., Paramount Pictures et The Kennedy/Marshall Company
- Sociétés de distribution : Paramount Pictures (États-Unis), Warner Bros. (Monde)
- Budget : 150 000 000 de dollars[1]
- Pays de production :  États-Unis
- Langue originale : anglais
- Format : couleur (Technicolor) Caméras numériques - 2,35:1 - 35 mm - DTS
- Genre : fantastique, drame, romance
- Durée : 166 minutes
- Dates de sortie[2] :
  - Australie : 10 décembre 2008 (première mondiale à Sydney)
  - Canada, États-Unis, Nouvelle-Zélande : 25 décembre 2008
  - Belgique, France : 4 février 2009
- Classification[3] :
  - États-Unis : PG-13
  - France : tous publics

## Distribution
- Brad Pitt (VF : Jean-Pierre Michaël) : Benjamin Button
- Cate Blanchett (VF : Isabelle Gardien) : Daisy
- Julia Ormond (VF : Agathe Schumacher) : Caroline
- Taraji P. Henson (VF : Annie Milon) : Queenie
- Jason Flemyng (VF : Xavier Fagnon) : Thomas Button, le père
- Tilda Swinton (VF : Laurence Bréheret) : Elizabeth Abbott
- Jared Harris (VF : Jean-François Vlérick) : le capitaine Mike
- Mahershala Ali (VF : Lucien Jean-Baptiste) : Tizzy
- Rampai Mohadi : Ngunda Oti, le pygmée (personnage inspiré d'Ota Benga)VF: Franck Soumah
- Elle Fanning (VF : Émilie Rault) : Daisy, à 6 ans
- Madisen Beaty : Daisy, à 11 ans
- Faune A. Chambers (VF : Catherine Cipan) : Dorothy Baker
- Elias Koteas (VF : Jean-François Pagès) : Monsieur Gateau
- Josh Stewart : Pleasant Curtis
- Adrian Armas (VF : Vincent de Boüard) : David
- Tom Everett : Benjamin (1935-37)
- Spencer Daniels (VF : Max Renaudin-Pratt) : Benjamin, à 12 ans physiquement
- Joel Bissonnette (en) (VF : Sam Salhi) : David Hernandez
- Phyllis Somerville (VF : Pascale Jacquemont) : la grand-mère Fuller
- Paula Gray : Sybil Wagner
- Danny Nelson : le général Winson
- Yasmine Abriel : la prostituée
- Fiona Hale : Mme Hollister
- Chandler Canterbury (VF : Max Renaudin-Pratt) : Benjamin à 8 ans physiquement
- Eve Brent : une vieille femme (non créditée)

Sources doublage sur Objectif Cinéma et RS Doublage

## Production

### Genèse et développement

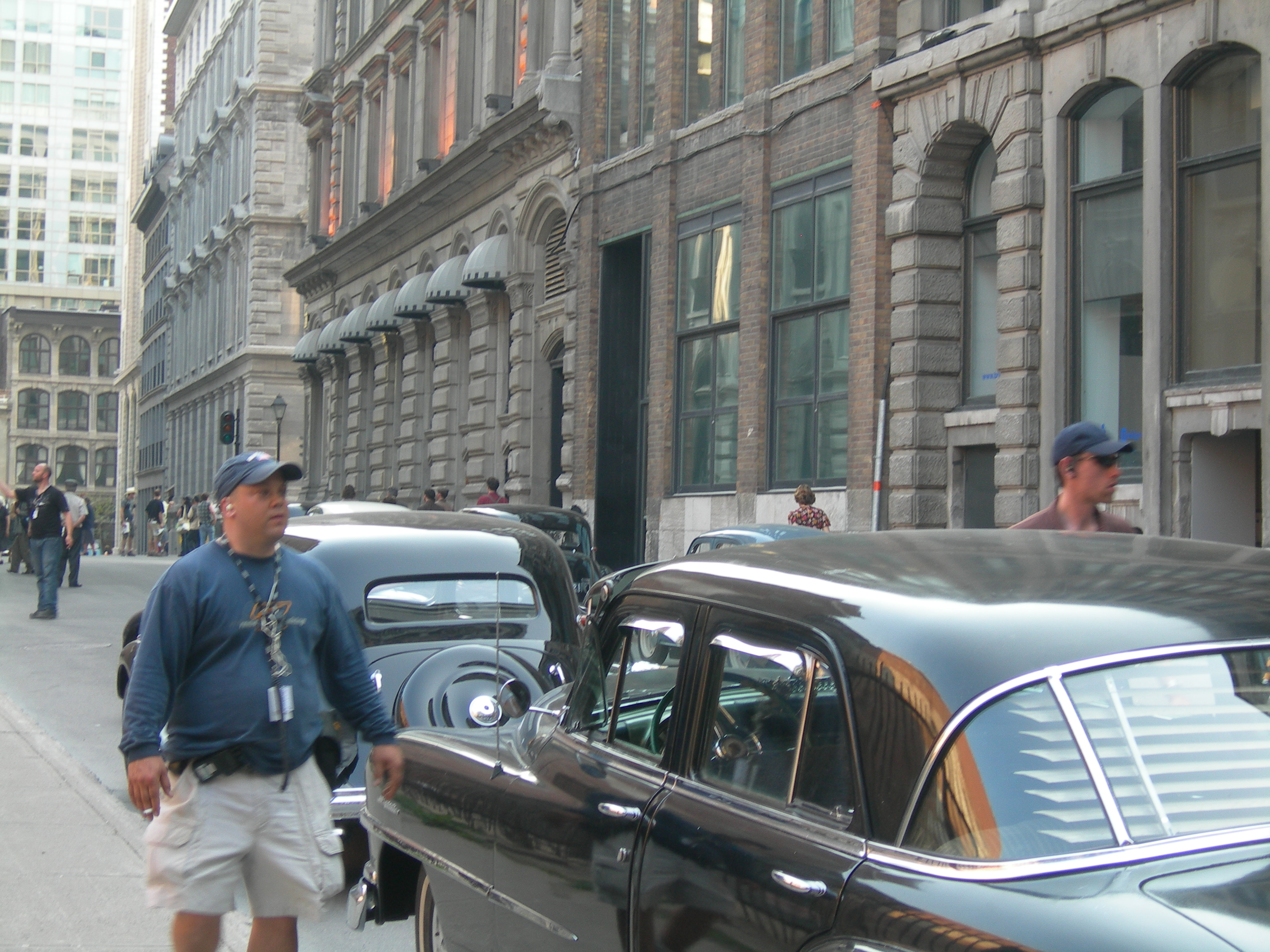
24 mai 2007 : tournage à Montréal des scènes qui se déroulent à Paris.

Le producteur Ray Stark achète les droits du film L'Étrange Histoire de Benjamin Button vers la mi-1980, lequel est retenu par Universal Pictures. Le premier choix du réalisateur est Frank Oz avec Martin Short dans le rôle principal. Mais Oz n'arrive pas à trouver comment faire fonctionner l'histoire. Le film est retenu par Steven Spielberg en 1991 avec Tom Cruise dans le rôle principal. Mais Spielberg quitte le projet pour réaliser Jurassic Park et La liste de Schindler. Les autres réalisateurs sont Patrick Read Johnson et Agnieszka Holland. Stark en réalité vend les droits du film aux producteurs Kathleen Kennedy et Frank Marshall qui amène le film à Paramount Pictures avec Universal Pictures toujours en tant que coproducteur.
À l'été 1994, Jack Gerbes du bureau du film du Maryland est approché pour une adaptation de la nouvelle L'Étrange Histoire de Benjamin Button qui se déroulerait à Baltimore.
Le scénariste Robin Swicord écrit, en octobre 1998, une adaptation pour le réalisateur Ron Howard et l'acteur John Travolta est pressenti pour le rôle-titre. La Paramount Picture engage, en mai 2000, Jim Taylor pour adapter la nouvelle. Le studio s'attache aussi les services du réalisateur Spike Jonze pour la réalisation et on apprend également en avril 2000 que le scénariste Charlie Kaufman travaille lui aussi sur une adaptation, avant d'abandonner à son tour. En juin 2003, le réalisateur Gary Ross entame les négociations finales pour diriger le film sur un nouveau projet rédigé par le scénariste Eric Roth. En mai 2004, David Fincher entame les négociations pour remplacer Ross à la réalisation du film.
C'est finalement en 2007 que David Fincher en assure la réalisation sur un scénario d'Eric Roth et Robin Swicord.

### Attribution des rôles
L'acteur Brad Pitt retrouve David Fincher pour la troisième fois en collaboration, après Seven (1995) et Fight Club (1999). En mai 2005, Brad Pitt et Cate Blanchett entament les négociations pour participer au film. En septembre 2006, Tilda Swinton, Jason Flemyng et Taraji P. Henson entament eux aussi les négociations pour faire partie de la distribution. En octobre de la même année, Julia Ormond, qui joue la fille de Daisy, personnage de Cate Blanchet à qui elle raconte l'histoire de son amour pour Benjamin Button. Brad Pitt collabore dans ce film avec d'anciens collègues croisés dans des films précédents. Il avait précédemment joué avec Ormond dans Légendes d'automne, avec Flemyng dans Snatch : Tu braques ou tu raques, avec Jared Haris dans Ocean's Twelve, avec Blanchett dans Babel et avec Swinton dans Burn After Reading.

### Tournage

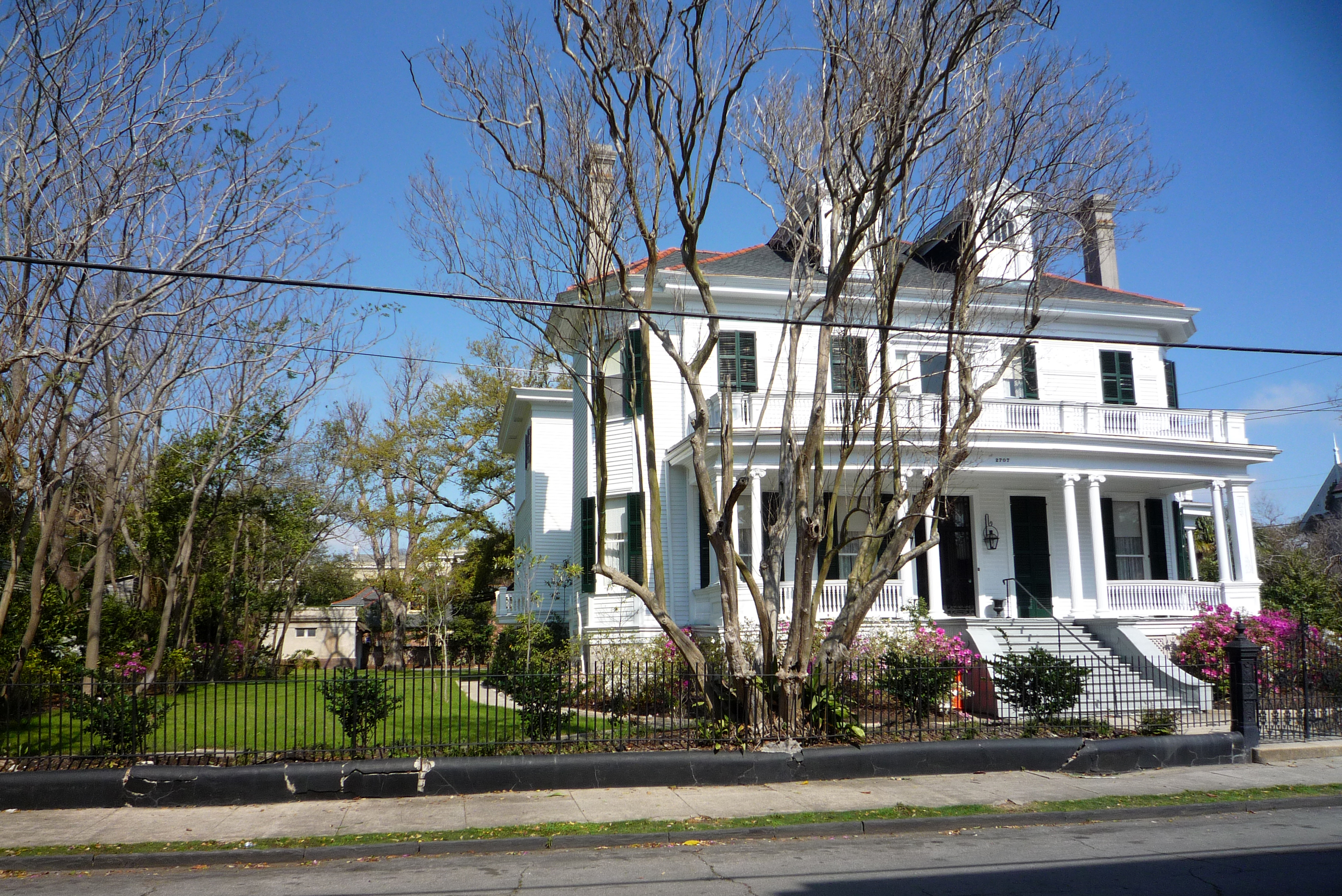
Maison où sont tournées les scènes de la maison de Benjamin Button à la Nouvelle-Orléans

Le film est alors tourné à La Nouvelle-Orléans, à Los Angeles et à Montréal, où la rue Saint-Paul et le marché Bonsecours sont utilisés comme décors d'une ville russe, et de quelques quartiers parisiens.
L'Étrange Histoire de Benjamin Button est, avec Déjà vu (2006), l'un des premiers films à gros budget à être tourné à La Nouvelle-Orléans après le passage de l'ouragan Katrina.

### Musique
La bande son de L'Étrange Histoire de Benjamin Button a été écrite par le compositeur français Alexandre Desplat, qui a enregistré la bande avec un ensemble de 87 pièces de l'Hollywood Studio Symphony au Sony Scoring Stage.
| CD 1 - Postcards - Mr. Gateau - Meeting Daisy - New Life - Love in Murmansk - Meeting Again - Mr. Button - Little Man Oti - Alone at Night - It Was Nice to Have Met You - Children's Games - Submarine Attack - Hummingbird - Sunrise on Lake Pontchartrain - Daisy's Ballet Career - Accident - Stay Out of My Life - Nothing Lasts - Some Things You Never Forget - Growing Younger - Dying Away - Love Returns - Benjamin and Daisy | CD 2 - My Name Is Benjamin - We Shall Walk Through the Streets of the City - Some Days I Feel Differ - Ostrich Walk - How Old Are You? - That's How Rhythm Was Born - When Was the Last Time - Freight Train Blues - Basin Street Blues - Thanksgiving, 1930 - If I Could Be with You - What's Your Secret? - Chanson Sur Staline - A Date Which Will Live - Arabeske for Piano in C Major Op. 18 - Coming Home - Out of Nowhere - Dear Old Southland - Defined by Opportunitie - Skokiaan - Things Were Becoming Di - My Prayer - Bethena (A Concert Waltz) |

## Sortie et accueil

### Accueil critique
Le film reçoit un accueil critique favorable. Le critique Rotten Tomatoes rapporte 71 % de critiques positives données au film à partir de 252 avis. Selon Metacritic, le film a reçu une note moyenne de 70 sur 100, basée sur 37 avis. Yahoo! Movies rapporte que le film a reçu une note moyenne de B +, basée sur 12 avis.
En France, le site Allociné propose une note moyenne de 3,9⁄5 à partir de l'interprétation de critiques provenant de 26 titres de presse.
Todd McCarthy de Variety Magazine a donné au film une critique positive, le qualifiant de « narration hollywoodienne satisfaisante ». Peter Howell du Toronto Star dit : « Il a été dit qu'une vie sans recul ne vaut pas la peine d'être vécue. L'Étrange Histoire de Benjamin Button suggère qu'une vie vécue en arrière peut être beaucoup plus enrichissante » et décrit le film comme « un conte magique et émouvant d'un homme vivant sa vie dans le sens inverse avec une réalisation visuelle à son meilleur ! » Rod Yates d'Empire lui a décerné un cinq sur cinq. Kirk Honeycutt de The Hollywood Reporter a estimé que le film a été « superbement réalisé et est incroyablement interprété par Brad Pitt dans sa sortie la plus impressionnante à ce jour ». Honeycutt a salué la mise en scène de David Fincher du film et a noté que le « cinéma se marie à merveille à une palette de couleurs sobres nécessaires et autres effets visuels qui retranscrivent un passé magique ». Honeycutt indique que Benjamin Button est « une épopée intime de l'amour et de la perte ce qui est du pur cinéma ».
AO Scott du New York Times déclare : « L'Étrange Histoire de Benjamin Button, plus de deux heures et demie de long, soupire-t-elle avec une intrigue ardente et frémissante tout en enquêtant sur les énigmes philosophiques et les paradoxes émotionnels de l'état de son protagoniste dans un esprit qui se doit plus de Jorge Luis Borges que de Fitzgerald ». Ce journaliste a salué le réalisateur David Fincher et écrit : « En s'appuyant sur les progrès de pionniers comme Steven Spielberg, Peter Jackson et Robert Zemeckis, M. Fincher a ajouté une dimension de délicatesse et de grâce au cinéma numérique » et d'autres états : « bien qu'il tient sur les épaules de films culte comme Minority Report, Le Seigneur des Anneaux et Forrest Gump, Benjamin Button peut être l'exemple le plus éclatant, précisément parce qu'il est le plus subtil ». Il a également déclaré : « Dans un même temps, comme tout amour et comme tout film - il est occulté par la déception et voué à finir ». D'autre part, Anne Hornaday du Washington Post déclare : « On ne peut nier l'ambition pure et les prouesses techniques de L'Étrange Histoire de Benjamin Button. Ce qui est moins clair, c'est s'il gagne tout son sens de sa propre importance » et ajoute « Il joue trop la carte de la sécurité alors qu'il devrait se laisser aller ». Kimberley Jones de l'Austin Chronicle éreinte le film et déclare : « Fincher nous vend des stars de cinéma qui s'ébattent dans des draps et appelle ça de l'amour. Je n'y crois pas une seconde ».
Roger Ebert du Chicago Sun-Times a donné au film deux étoiles et demi sur quatre, en disant qu'il est « un film magnifiquement réalisé sur la base d'un principe profondément erroné ». Il continue : « la prémisse du film dévalorise toute relation, rend vaine toute amitié ou romance, et crache, pas dans le visage du destin, mais vers l'arrière dans la gueule de temps ». Peter Bradshaw dans The Guardian l'a appelé « 166 minutes d'ennui », et lui donne une étoile sur une échelle allant jusqu'à cinq.
Cosmo Landesman du Sunday Times a écrit : « La prémisse du film ne sert à rien. C'est une chose qui dure près de trois heures », concluant « L'Étrange Histoire de Benjamin Button est un anodin film hollywoodien qui offre une vue sécuritaire et aseptisée de la vie et de la mort. C'est un Forrest Gump à l'envers ». Il attribue au film une note de deux étoiles sur cinq. James Christopher dans The Times a nommé le film « un marathon fastidieux de fumée et de miroirs. En ce qui concerne les exigences de base, le film manque de substance, de crédibilité, d'un script décent et du caractère qui pourrait vous intéresser » tandis que Derek Malcolm de Londres Evening Standard note qu'« il n'y a rien de plus qu'une histoire très étrange élaborée par un cinéaste qui sait ce qu'il fait, mais pas toujours pourquoi il le fait ».

### Box-office
Le jour de son ouverture, le film a atteint la deuxième position derrière Marley & Me, en Amérique du Nord avec 11 871 831 $ dans 2 988 cinémas avec une moyenne de 3 973 $. Cependant, au cours du week-end d'ouverture, le film a chuté à la troisième position derrière Marley & Me et Bedtime Stories avec 26 853 816 $ dans 2 988 cinémas avec une moyenne de 8 987 $. Le film a rapporté un revenu brut de 127 500 000 $ aux États-Unis et 206,4 millions de dollars sur les marchés étrangers, avec un total brut de 335,8 millions.
| Pays ou région | Box-office        | Date d'arrêt du box-office | Nombre de semaines |
| -------------- | ----------------- | -------------------------- | ------------------ |
| États-Unis     | 127 509 326 $     | 15 juin 2009               | 17 semaines        |
| Mondial        | 335 802 786 $     | 15 juin 2009               | 17 semaines        |
| France         | 2 595 615 entrées | 14 février 2009            | 7 semaines         |

## Distinctions

### Récompenses
- Oscar du cinéma :
  - Meilleure direction artistique
  - Meilleur maquillage
  - Meilleurs effets visuels
- BAFTA Awards :
  - Meilleurs effets visuels
  - Meilleur maquillage et cheveux

### Nominations
- Oscar du cinéma :
  - Meilleure photographie
  - Meilleure création de costumes
  - Meilleur réalisateur
  - Meilleur montage
  - Meilleure musique de film
  - Meilleur son
  - Meilleur film
  - Meilleur acteur pour Brad Pitt
  - Meilleure actrice dans un second rôle pour Taraji P. Henson
  - Meilleur scénario adapté
- BAFTA Awards :
  - Meilleure photographie
  - Meilleure création de costumes
  - Meilleur réalisateur
  - Meilleur montage
  - Meilleur film
  - Meilleur acteur
  - Meilleure musique de film
  - Meilleur scénario adapté
- Directors Guild of America : Meilleure réalisation
- Golden Globe Award :
  - Meilleur réalisateur
  - Meilleur film dramatique
  - Meilleure musique de film
  - Meilleur acteur dans un film dramatique
  - Meilleur scénario
- Prix du Cercle des critiques de film de Londres : Meilleure actrice britannique dans un second rôle
- Satellite Awards :
  - Meilleure direction artistique
  - Meilleure photographie
  - Meilleure création de costumes
  - Meilleur scénario adapté